# Homoeogryllus nigripennis
Homoeogryllus nigripennis är en insektsart som beskrevs av Lucien Chopard 1942. Homoeogryllus nigripennis ingår i släktet Homoeogryllus och familjen syrsor. Inga underarter finns listade i Catalogue of Life.